# International Journal of Analytical Chemistry
Das International Journal of Analytical Chemistry, abgekürzt Int. J. Anal. Chem., ist eine wissenschaftliche Fachzeitschrift, die vom Hindawi-Verlag veröffentlicht wird. Die Zeitschrift erscheint ausschließlich online, die Artikel sind frei zugänglich. Es werden Artikel aus allen Bereichen der analytischen Chemie veröffentlicht.
Der Impact Factor lag im Jahr 2014 bei 1,0. Nach der Statistik des ISI Web of Knowledge wird das Journal mit diesem Impact Factor in der Kategorie analytische Chemie an 59. Stelle von 74 Zeitschriften geführt.